# Cape Clear
Cape Clear is een plaats in de Australische deelstaat Victoria.